# Wiktor Iwanow (wioślarz)
Wiktor Nikołajewicz Iwanow (ros. Виктор Николаевич Иванов, ur. 21 grudnia 1930 w Moskwie, zm. 14 sierpnia 2003) – rosyjski wioślarz reprezentujący ZSRR, srebrny medalista olimpijski.

## Kariera
Wystąpił na igrzyskach olimpijskich w Melbourne w 1956, gdzie wspólnie z Igorem Bułdakowem wywalczył srebrny medal w dwójkach bez sternika. W finale wyprzedziła ich jedynie osada USA, a trzecie miejsce zajęli Austriacy. Był to jego jedyny start olimpijski.
W tej samej konkurencji zdobywał także złote medale na mistrzostwach Europy w Kopenhadze (1953), mistrzostwach Europy w Gandawie (1955) i mistrzostwach Europy w Bledzie (1956) oraz srebrny podczas mistrzostw Europy w Amsterdamie (1954).
W latach 1954-1958 zdobywał mistrzostwo ZSRR w dwójkach bez sternika. Odznaczony tytułem Zasłużonego Mistrza Sportu ZSRR.